# Micah Kogo
Micah Kogo (ur. 3 czerwca 1986 w Burnt Forest) – kenijski lekkoatleta, długodystansowiec, brązowy medalista olimpijski 2008 z Pekinu w biegu na 10 000 metrów.

## Sukcesy
| Rok  | Zawody               | Miasto    | Konkurencja | Czas         | Miejsce |
| ---- | -------------------- | --------- | ----------- | ------------ | ------- |
| 2007 | Światowy Finał IAAF  | Stuttgart | 5000 m      | 13:39,91 min | 2.      |
| 2008 | Igrzyska Olimpijskie | Pekin     | 10000 m     | 27:04,11 min | 3.      |
| 2008 | Światowy Finał IAAF  | Stuttgart | 5000 m      | 13:23,37 min | 3.      |
| 2009 | Światowy Finał IAAF  | Saloniki  | 5000 m      | 13:29,76 min | 2.      |

## Rekordy życiowe
- Bieg na 3000 metrów - 7:38,67 (2007)
- Bieg na 5000 metrów - 13:00,77 (2006)
- Bieg na 10 000 metrów - 26:35,63 (2006) 7. wynik w historii światowej lekkoatletyki
- Bieg na 10 kilometrów - 27:01 (2009) były rekord świata
- Półmaraton - 59:07 (2012)
- Maraton - 2:06:56 (2013)